# Daniel Francis
Daniel Francis (...) è un attore britannico.

## Biografia
Nato da genitori giamaicani, cresce a Londra.
Tra il 2017 e il 2018 interpreta il dottor Facilier in C'era una volta. Nel 2021 è protagonista della miniserie Stay Close.
Nel 2024 è nel cast della terza stagione di Bridgerton.

## Filmografia

### Cinema
- Don't Move, regia di Adam Schindler e Brian Netto (2024)

### Televisione
- Law & Order: UK – serie TV, episodio 3x01 (2010)
- Homefront – serie TV, 6 episodi (2012)
- Eternal Law – serie TV, episodio 1x05 (2012)
- Holby City – serie TV, episodio 16x05 (2013)
- C'era una volta (Once Upon a Time) – serie TV, 8 episodi (2017-2018)
- Stay Close, regia di Harlan Coben – miniserie TV (2021)
- Liaison – serie TV, 6 episodi (2021)
- La ruota del tempo (The Wheel of Time) – serie TV, 2 episodi (2023)
- Bridgerton – serie TV, 7 episodi (2024)

## Doppiatori italiani
Nelle versioni in italiano delle opere in cui ha recitato, Daniel Francis è stato doppiato da:
- Pasquale Anselmo in Bridgerton, Don't Move
- Raffaele Proietti in C'era una volta
- Stefano Santerini in Stay Close
- Daniele Raffaeli ne La ruota del tempo